# Miyavi
Miyavi (雅-MIYAVI-, født 14. september 1981) er en japansk solomusiker, entertainer og tidligere guitarist i visual kei bandet Dué le Quartz. Hans rigtige navn er Takamasa Ishihara (石原貴雅, Ishihara Takamasa).